# Simmern (Hunsrück)
Simmern er hovedby i Rhein-Hunsrück-Kreis i den tyske delstat Rheinland-Pfalz.
Simmern fik købstadsrettigheder af kejser Ludvig 4. af det tysk-romerske rige) i 1330. Senere blev Simmern hovedstad i hertugdømmet Pfalz-Simmern. Hertugen var pfalzgreve og ofte også kurfyrste af Pfalz.